# Авах, Махмуд Бахия
Махмуд Бахия Авах (исп. Bahia Mahmud Awah араб. محمود باهيا العوا‎) — сахарский писатель, журналист и поэт. Один из основателей группы писателей, известной как «Сахарское поколение Дружбы» (англ. Sahrawi Friendship Generation).

## Биография
Бахия родился в 1960 году недалеко от города Аусерд, расположенного в южной части Рио-де-Оро, что тогда было испанской Сахарой. Жил в кочевой семье. Имя ему дали в честь его дяди, сахарского поэта Баия Ульд Ава. Изначально в роли учителя выступала его мама, но позже Бахия пошёл в школу. Во время учёбы он пас стада, которые принадлежат его семье. Он получил степень бакалавра, учась как и в Западной Сахаре, так и в Алжире.
В конце 1970-х годов он переехал на Кубу, чтобы продолжить учёбу в университете, как и многие молодые сахарцы того времени. Хотя он всегда любил искусство, он окончил Гаванский университет по специальности «Телекоммуникации». Вернувшись в сахарские лагеря беженцев, он в течение четырёх лет руководил испанской программой на Сахарском Национальном радио. В 1998 году он переехал в Испанию, где изучал лингвистику в Мадридском автономном университете и университете Алькалы. В 2001 году он начал вести блог «Poemario por un Sáhara Libre» как пространство для социальных, политических и культурных новостей о Сахарском народе. С 2010 года — почётный профессор социальной антропологии на факультете философии и литературы автономного Мадридского университета. Он проводил конференции по Сахарской литературе в университетах Испании и США.

## Карьера
Свою творческую деятельность Бахия начал, когда ему было 25 лет. В 2001 году он написал поэзию для проекта культурной информации «Свободная Сахара» в Мадриде. Тогда в 2005 году вместе с другими сахарскими писателями и поэтами он создал группу, известную как «Поколение Сахарской Дружбы». В 2008 году он опубликовал то, что он назвал «кратким эссе» под названием «Literatura del Sáhara Occidental» (рус. Западносахарская литература), где он взглянул на Сахарскую устную и письменную литературу с XVIII века до нашей эры, как на хассании, так и на испанском языке. В 2010 году редакция Sepha опубликовала его первый роман под названием «La maestra que me enseñó en una tabla de madera» (рус. Учитель учил меня на деревянной доске), книга, в основном основанная на его детских воспоминаниях о матери, которая учила его читать и писать. В 2012 году специализированная редакция арабской культуры CantArabia опубликовала книгу «El Sueño de Volver» (рус. Мечта о возвращении), в которой он вспоминает свою жизнь и опыт в тогдашней Испанской Сахаре.

## Знаменитые работы
- Стихи беженцев (2007);
- Литература Западной Сахары (2008);
- Будущее испанского языка в Западной Сахаре (2009);
- Учитель, который научил меня на деревянной доске (2010);
- Мечта вернуться (2012).